# Bonnie Nardi
Bonnie Nardi est professeure au département d'informatique de l'université de Californie à Irvine, où elle dirige le laboratoire de recherche TechDec dans les domaines de l'interaction homme-machine et du travail en coopération assisté par ordinateur. Elle est bien connue pour ses travaux sur la théorie de l'activité. 

## Formation et premières collaborations
Nardi a obtenu son diplôme de premier cycle à l'université de Californie à Berkeley et son doctorat de la School of Social Sciences de l'Université de Californie à Irvine. Nardi a également passé une année au Samoa occidental pour effectuer des recherches postdoctorales.
Avant d'enseigner à l'université de Californie, Nardi a travaillé chez AT&T Labs , Agilent , Hewlett-Packard et Apple. Elle fait partie des anthropologues employés par des sociétés de haute technologie pour examiner le comportement des consommateurs à la maison et au bureau.
Nardi a collaboré avec Victor Kaptelinin pour écrire Acting with Technology: théorie de l'activité et conception de l'interaction (2009) et théorie de l'activité dans HCI: principes fondamentaux et réflexions (2012). Ces travaux traitent de la théorie des activités et offrent une base pour comprendre notre relation avec la technologie.

## Recherche
Ces recherches portent principalement sur l'interaction homme-ordinateur, le travail coopératif numérique, plus particulièrement dans le cadre de la théorie de l'activité, de la communication assistée par ordinateur et de la conception d'interaction. Le professeur Nardi a effectué des recherches sur les applications, les blogs et le jeu World of Warcraft. Elle a étudié l'utilisation de la technologie dans les bureaux, les hôpitaux, les écoles, les bibliothèques et les laboratoires.
Elle est largement connue des bibliothécaires - en particulier des bibliothécaires spécialisés dans la recherche, des références et du numérique - pour le chapitre 7 de son livre Ecologies de l’information, consacré au rôle clef des bibliothécaires dans l’écologie de l’information. Le livre de Nardi a inspiré le titre d'une conférence au Royaume-Uni Information Ecologies: l'impact des nouvelles «espèces» d'information accueillies notamment par l'Office of Library Networking du Royaume - Uni. Nardi est aussi intervenu à l'Institut de la Bibliothèque du Congrès en 1998 sur le service de référence à l'ère numérique. 
Dans ces travaux de recherche, Nardi utilise la " théorie de l'activité " - ou théorie de l'activité culturelle et historique (CHAT) -, un cadre philosophique développé par les psychologues russes Vygotsky , Luria et Leont'ev. La théorie de l'activité propose que la conscience soit façonnée par la pratique. La conscience se produit lors d'interaction avec d'autres personnes et d'autres objets.
Elle a aussi mené une étude ethnographique sur World of Warcraft  pour analyser et comprendre la manière dont les joueurs s'engagent dans une collaboration créative. En 2010, le sénateur de l'Oklahoma, Tom Coburn, critique la subvention de 100 000 dollars que Nardi a reçu pour cette recherche.
Avec la chercheuse Hamid Ekbia, Nardi a inventé le terme hétéromation, pour décrire «une extraction de la valeur économique d'une main-d'œuvre gratuite ou à faible coût dans des réseaux vastes réseaux virtuels». Si l'automatisation implique des machines faisant le travail des humains, l'hétéromation fait référence à la manière dont les humains assument les tâches essentielles des machines.